# Мор, Николя
Николя Мор (фр. Nicolas Maure; 22 апреля 1960 года Орлеан, Франция) — французский топ-менеджер в области автомобилестроения, с 2006 года по 2008 год глава румынской автомобильной компании Dacia, с 15 марта 2016 года по 1 июня 2018 года президент АвтоВАЗa. 1 июня 2021 года он вернулся на пост главы автопроизводителя.

## Биография
Николя Мор родился 22 апреля 1960 года во французском городе Орлеан.
В период с 1985 года по 1987 год был консультантом в компании Boston Consulting Group.
Спустя время Николя продолжает работать в автомобильной отрасли уже в компаниях-поставщиках Valeo и Faurecia.
В 2000 году Мор работает в автомобильной компании Renault на должности управляющего по закупкам запчастей и аксессуаров, после этого стал генеральным директором завода Société de Transmissions Automatique.
С сентября 2006 года по 2008 год работал на должности главы автомобильной компании Dacia.
Уйдя с поста главы компании Dacia занял пост вице-президента Renault-Nissan по закупкам механики и директора Renault Performance Manufacturing.
1 января 2014 года был назначен генеральным директором Dacia и Renault Румынии.
С 15 марта 2016 года по 1 июня 2018 занимал пост президента российской автомобильной компании АвтоВАЗ после Бу Андерсона. Преемником Мора стал Ив Каракатзанис.
26 мая 2018 года заявил, что АвтоВАЗ разрабатывает новый внедорожник наподобие Lada 4х4.

## Награды
- Командор ордена «За промышленные и торговые заслуги» (2019, Румыния)[5]